# Augusto de Castilho
Augusto Vidal de Castilho Barreto e Noronha (Lisboa 10 de Outubro de 1841 - Lisboa 30 de Março de 1912) foi um militar da Marinha Portuguesa.

## Biografia

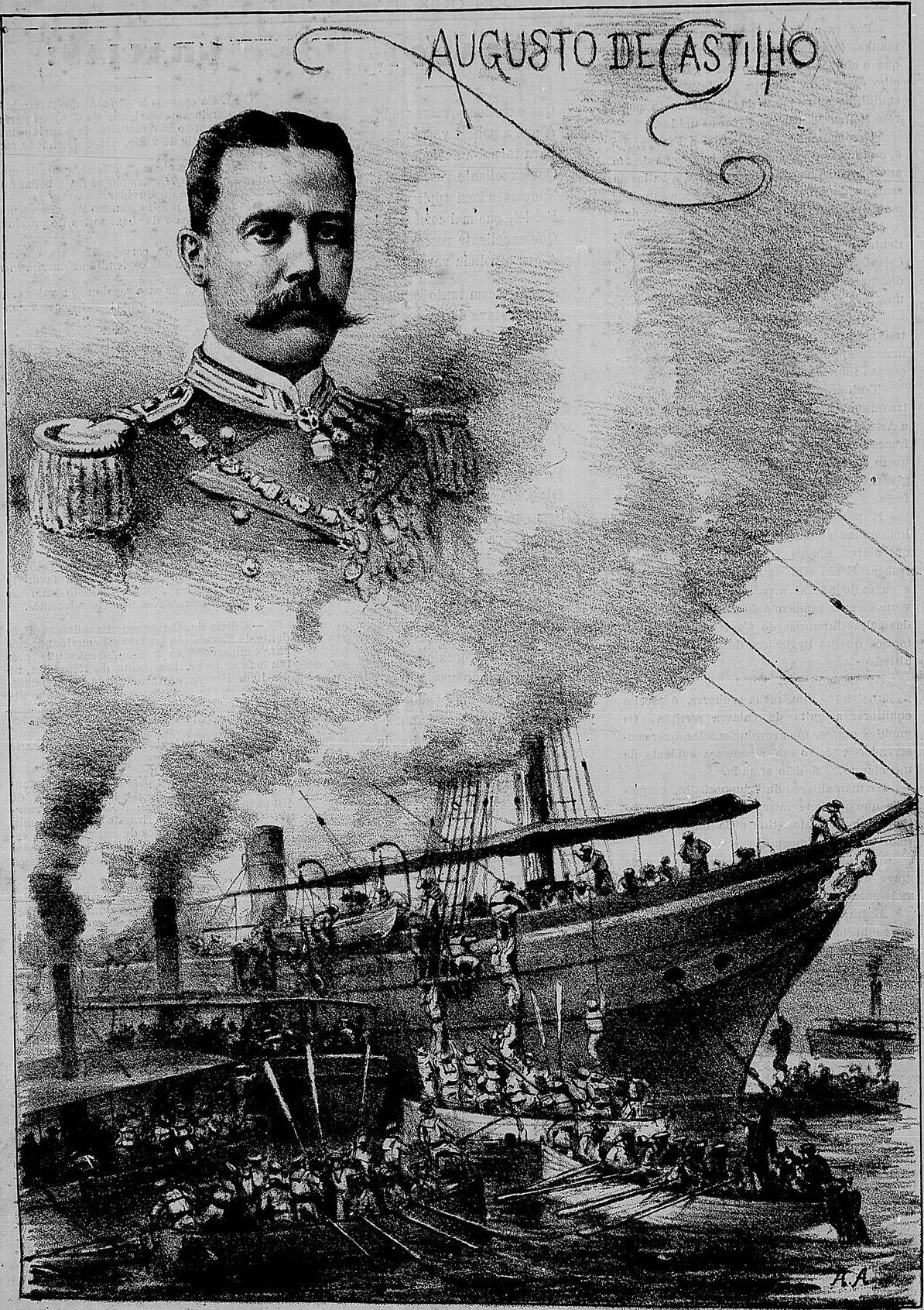
O capitão de fragata Augusto de Castilho, comandante da corveta portuguesa Mindello, e o episódio do asilo concedido aos insurgentes brasileiros da Revolta da Armada, que assim ficaram salvos da morte em 13 de março de 1894 - no porto do Rio de Janeiro.

Era filho de António Feliciano de Castilho (1800-1875) e de sua mulher Ana Carlota Xavier Vidal de Castilho (1811-1871). Era também irmão de Júlio de Castilho (1840-1919). 
Fez parte da Maçonaria, tendo sido iniciado no ano de 1870 no Grande Oriente Lusitano Unido. 
A sua carreira começou na Escola Naval em 1859, tendo servido em Angola, no Estado Português da Índia, em Moçambique e no Brasil.
Em Moçambique foi Governador-geral de 1885 a 1889. Nessas funções, emitiu em 1886 uma Portaria Provincial regulando a cobrança do "mussoco" nos Prazos (que tinham sido "extintos", pela terceira vez, seis anos antes), que incluía a obrigatoriedade dos homens válidos pagarem aquele imposto, se não em produtos, então em trabalho; foi dessa forma que começaram a organizar-se as grandes plantações de coqueiros e, mais tarde, as de sisal e de cana sacarina na Zambézia.
Foi ainda Governador civil do Distrito do Porto, Director-geral da Marinha e ministro da Marinha e Ultramar, de 4 de Fevereiro a 25 de Dezembro de 1908.  Colaborou na revista A imprensa (1885-1891) e dirigiu a revista  Brasil-Portugal  (1899-1914). Encerrou a sua carreira no posto de Major-general da Armada na altura da implantação da República.